# Köprülü Mehmed Pascha

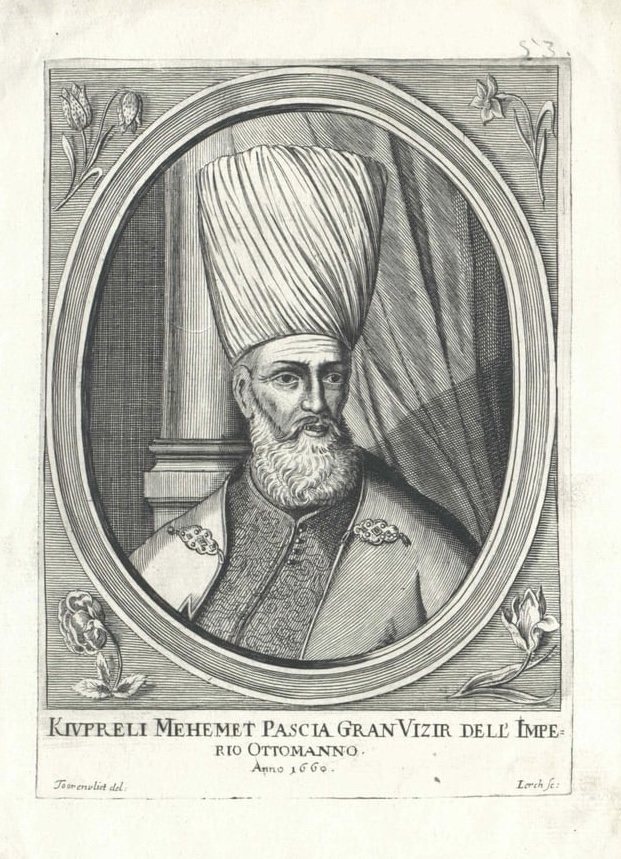
Zeitgenössische Darstellung des Köprülü Mehmed Pascha

Köprülü Mehmed Pascha (* um 1580 in Roshnik, Albanien, nach Prokosch in Köprü, heute Vezirköprü/Anatolien; † 31. Oktober 1661 in Edirne) war ab 1656 bis zu seinem Tod Großwesir des Osmanischen Reiches.

## Leben
Mehmed, Sohn der albanischen Familie Qyprili (Türkisch: Köprülü), war zunächst Koch im Serail, wurde Oberstallmeister, Beylerbey von Kjustendil in Bulgarien und Tripoli im Libanon, stellvertretender Statthalter in Damaskus, Statthalter in Konya, 1650 Wesir, dann nochmals Beylerbey von Tripoli. Am 15. September 1656 (nach islamischer Zeitrechnung der 26. Zilka'de 1072) wurde er von Sultan Mehmed IV. zum Großwesir ernannt und mit zusätzlichen Vollmachten ausgestattet. Damit endete eine Phase der Instabilität des Osmanischen Reiches, in der es von 1648 bis 1656 dreizehn Großwesire gegeben hatte und sich ein fortwährender Machtkampf zwischen Sultanshof und Militär entsponnen hatte.
Bei seiner Ernennung bereits hoch in den Siebzigern, war Großwesir Mehmet Köprülü Pascha sehr erfolgreich. Innenpolitisch griff er hart durch, 36.000 Menschen sollen auf seinen Befehl einen gewaltsamen Tod gefunden haben. Außenpolitisch errang er 1657 in der Schlacht um die Dardanellen einen Sieg gegen die Republik Venedig. In den Jahren 1658–1660 kämpfte er erfolgreich gegen einen illoyalen Vasallen, den Fürsten von Siebenbürgen, Georg II. Rákóczi und ließ ihn mehrmals absetzen. Auch schlug Mehmed Pascha innerosmanische Rebellionen nieder. Als bedeutendste ist dabei die Niederschlagung der Revolte des Abaza Hasan Pascha, Statthalter von Aleppo, im Jahre 1659 zu nennen.
Köprülü Mehmed Pascha setzte 1656 auch einige wichtige Reformen in Gang: So bekämpfte er die Dominanz der Janitscharen und des Harems, der immer mehr politische Mitspracherechte bekommen hatte (Weiberherrschaft, türkisch kadınlar saltanatı), er bekämpfte die Korruption, leitete Sparmaßnahmen ein und sorgte dafür, dass die Truppen regelmäßig Sold ausgezahlt bekamen.
Allerdings waren seine Konsolidierungen nicht tiefgreifend genug und zu sehr von seiner Persönlichkeit abhängig, um die politisch-sozialen Staatsstrukturen grundlegend zu verbessern.
Als Mehmed am 31. Oktober 1661 in Edirne starb und sein Sohn Köprülü Fâzıl Ahmed ihm als Großwesir nachfolgte, hatte das Osmanische Reich einiges von seiner früheren Macht und Einfluss zurückerlangt.